# BR-090
De BR-090 is een geplande maar nooit aangelegde federale snelweg in Brazilië. De snelweg is een radiale weg en moest de hoofdstad Brasilia met het verre noorden van het land verbinden. De weg had door het moeilijk toegankelijke Amazoneregenwoud, in het gebied van de Amazone, moeten lopen.